# Clemens Brentano
Clemens Wenzeslaus Brentano de La Roche, nemški pisatelj, * 9. september 1778, Koblenz-Ehrenbreitstein, Nemčija, † 28. julij 1842, Aschaffenburg, Nemčija.
Poleg Achima von Arnima je bil glavni predstavnik tako imenovane heidelberške romantike.    

## Življenjepis

### Družina
Clemens Brentano se je rodil kot drugi sin frankfurtskega trgovca Petra Antona Brentana, po rodu Italijana (iz družine Brentano di Tremezzu) in njegovi drugi ženi  Maximiliani von La Roche, ki jo je občudoval mladi Goethe. Clemens je bil vnuk pisateljice Sophie von La Roche. Njegovo drugo ime "Maria", ki ga najdemo v različnih leksikonih, ne sodi k njegovemu krstnemu imenu. Pogosto je njegovo ime zapisano kot Clemens von Brentano, vendar gre tu za zamenjavo z njegovim daljnim sorodnikom, diplomatom Clemensom von Brentanom (1886–1965), ki je bil prapravnuk njegovega polbrata Franza Dominicusa Brentana. Številčno družino sta sestavljala dva brata, Georg in Christian, ter pet sester, Sophie, Ludovica, Bettina, ki je bila poročena s pesnikom Achimom von Arnimom, Kunigunde, ki je bila poročena s pravnikom Friedrichom Carlom von Savignyijem in Magdalene, ki se je poročila v družino Guaita. 

### Psevdonim
V prvotnih objavah je uporabljal psevdonim Maria ter namesto svojega rojstnega datuma vedno navajal datum Marijinega rojstva (8. september), ki ga danes praznujemo kot Marijino brezmadežno spočetje.  Krstili so ga za katolika. V svoji mladosti se je večkrat preselil. Živel je v Frankfurtu na Majni, Koblenzu in kratek čas tudi v Heidelbergu in Mannheimu.

### Študij in začetki ustvarjanja
Po neuspešnem šolanju za trgovca (1795–1796) v mestu Bad Langensalza se je 19. maja 1797 odločil za študij geomorfologije na Univerzi Martina Lutra  v Halle Wittenbergu, vendar je 5. junija 1798 vpisal študij medicine na Univerzi v Jeni, ki ga pa ni dokončal, saj ga je vse bolj vleklo v literarne vode. V Jeni je spoznal predstavnike weimarske klasike, med katere spadajo Christoph Martin Wieland, Johann Gottfried von Herder, Johann Wolfgang von Goethe, ter predstavnike zgodnje romantike, kot so Friedrich Schlegel, Johann Gottlieb Fichte in Ludwig Tieck. Po letu 1800 je v Jeni zbrana skoraj vsa zgodnja romantika. Njihova dela in literarnoteoretični spisi so Brentana spodbudili k pisanju prvih del, še posebej k romanu Godwi (Godwi), kjer najdemo nekaj njegovih najbolj znanih pesmi (Mesto Bacharach pri reki Ren (Zu Bacharach am Rheine), Glas iz daljave (Sprich aus der Ferne), Ribič je sedel v čolnu (Ein Fischer saß im Kahne)).                                                                                                                                             
Leta 1801 je kot študent filozofije v Göttingenu spoznal Ludwiga Achima von Arnima, s katerim sta spletla tesne prijateljske vezi in leta 1802 odšla tudi na potovanje po reki Ren. Vse do leta 1811 sta se z Arnimom pogosto odpravila na daljša potovanja. Leta 1804 se je poročil  s pisateljico Sophie Mereau ter se preselil v Heidelberg, kjer sta skupaj z Arnimom začela z izdajo časopisa Zeitung für Einsiedler (Časopis za puščavnika) in objavila zbirko ljudskih pesmi Dečkov rog obilja (Des Knaben Wunderhorn). Brentanova žena je leta 1806 ob rojstvu tretjega otroka umrla. Čez nekaj tednov se je poročil z Auguste Bußmann, vseeno pa je obdržal  svoj način  "pustolovskega življenja" in posledično se je leta 1814 njegov drugi zakon končal z ločitvijo. 
Od leta 1809 se je zadrževal v Berlinu, kjer je živel pisateljsko življenje in napisal ep v verzih z naslovom Romance z rožnega venca (Romanzen vom Rosenkranz) ter delo Pravljice z Rena (Rheinmärchen). Obe deli sta izšli po njegovi smrti. 

### Nemško krščansko združenje
Brentano je bil eden izmed ustanoviteljev nemškega krščanskega združenja Die Deutschen Tischgesellschaft, ki je od leta 1810 delovalo v antisemitskem duhu. Na antisemitizem naletimo tudi v njegovih kasnejših delih (po letu 1810), kot je Gockel, Hinkel in Gackeleia (Gockel, Hinkel und Gackeleia). V najbolj znanem religioznem delu Grenko trpljenje (Das bittere Leiden) so zbrani skoraj vsi obrazci krščanskega antisemitizma. Po drugi strani pa najdemo v delu Življenje Jezusa (Das Leben Jesu), ki je nastalo istočasno, pripoved o judovstvu v času Jezusa Kristusa, kjer to religijo sprejema. 
Zaradi nesoglasij s Heinrichom von Kleistom je zelo kratek čas sodeloval pri njegovem časopisu Berliner Abendblätter. Leta 1811 je zapustil Berlin in nadalje prebival na Češkem, od leta 1813 pa tudi na Dunaju. V tem času sta nastali drami Aloys in Imelde (Aloys und Imelde; izšlo leta 1912) in Ustanovitev Prage (Die Gründung Prags; 1815). V avstrijski prestolnici se je preizkusil kot pisec gledaliških iger, vendar pisanje ni obrodilo sadov.  

### Berlin
Po vrnitvi v Berlin, leta 1815, se je znašel v življenjski krizi, ki ga je pripeljala do pietističnega prebuditvenega gibanja oz. preporoda (Erweckungsbewegung) in nazadnje nazaj h krščanstvu. Na ta korak je vplivalo tudi poznanstvo z Luise Hensel, hčerko protestantskega duhovnika, ki jo je spoznal proti koncu leta 1816. Da bi se lahko poročil z Luise, je prestopil v protestantsko vero. Ko jo je zaprosil za roko, ga je zavrnila, zato se je trudil, da bi se spreobrnila in sprejela katoliško vero, kar je leta 1818 tudi storila. Leta 1817 je opravil življenjsko spoved in insceniral svojo odpoved posvetnemu pesništvu, ne da bi se pesništvu v privatnem življenju res odpovedal. Lirika, posvečena Luise Hensel, povezuje elemente zgodnjeromantične poezije z verskimi in erotičnimi temami. Približno leta 1816 je nastal del Italijanskih pravljic (Italienische Märchen), med katere sodi prva verzija dela Gockel, Hinkel in Gockeleia.  

### Pisanje religioznih del
Leta 1818 je zapustil Berlin ter naslednjih šest let v vestfalskem Dülmnu pisal o videnjih stigmatizirane nune Anne Katharine Emmerick. Dela so izšla v 40 zvezkih. Po smrti Emmericke (1824) je prebival v različnih mestih, od leta 1829 v Frankfurtu in od leta 1833 v Münchnu. V tem času se je posvetil pisanju knjig, v katerih se je ukvarjal z videnji. Ta dela so Grenko trpljenje našega Gospoda Jezusa Kristusa (Das bittere Leiden unsers Herrn Jesu Christ; 1833), Življenje svete Device Marije (Das Leben der hl. Jungfrau Maria; objavljeno po smrti leta 1852), Učna leta Jezusa (Lehrjahre Jesu; 1858–1860) in Biografija Anne Katharine Emmerick (Biographie der Anna Katharina Emmerick; 1867–1870; nedokončano delo). Proti njegovi volji so jih brali kot nabožna dela in jih kot taka objavljali v številnih izdajah po vsem svetu. Njihov vpliv je še danes opažen v delih romanskega in ameriškega katolicizma. S svojim delom Usmiljenke za strežbo ubogim in bolnim (Die Barmherzigen Schwestern in Bezug auf Armen- und Krankenpflege; 1831) podpira uvedbo kongregacije sester usmiljenk Svetega Vincencija Pavelskega v Nemčiji. Hkrati ga uvrščamo med vrhunce nemške proze. Kot organizator laične socialno-karitativne dejavnosti je imel pomembno vlogo v predzgodovini katoliških društvenih dejavnosti. 

### Pozna pesniška dela
Leta 1833 je v Münchnu spoznal švicarsko slikarko [Emilie Linder]]. Podobno kot pri prejšnjih prijateljevanjih z ženskami je tudi njej prizadevno dvoril in jo skušal preobrniti. Emilie je njegove zahteve zavrnila, vendar so pri njej vseeno pustile pečat. Po njegovi smrti je sprejela katoliško vero. Njegova čustva, ki jih je gojil do nje, so vplivala na njegovo pozno pesniško delo, ki predstavlja poleg Goethejevih, Hölderlinovih in Heinejevih pesmi poseben in pomemben pesniški dosežek v prvi polovici 19. stoletja (Najbrž lahko pojem o zvezdah; Ich darf wohl von den Sternen singen). Tako kot lirika, posvečena Emilie Linder, se tudi pravljični romani iz leta 1830 navezujejo (roman Lepa stopala Fanferließchen – Fanferließchen Schönefüßchen, ki je izšel šele posthumno ter Gockel, Hinkel in Gackeleia; izšel leta 1838)  na pesniška dela iz časa berlinske romantike (1810–1818). K njegovemu kompleksnemu in zanimivemu delu sodi pesem Alhambra (Alhambra), ki je sestavljena iz 102 kitic. 
Poleg teh visoko umetniških del je občasno deloval tudi v katoliškem krogu okrog Josepha von Görresa. 
Njegova verska dela so bila vedno nekoliko sporna, vendar jih ni rimsko katoliška cerkev nikoli prepovedala. Po prvem vatikanskem koncilu je veliko nekdanjih, v tistem času še živečih, Brentanovih prijateljev in znancev izstopilo iz cerkve, po drugi strani pa so mnogi od njih ostali njeni goreči zagovorniki. 
Zadnja leta življenja so bila zaznamovana z melanholijo. Umrl je leta 1842, star 63 let v Aschaffenburgu, v hiši svojega brata Christiana.

## Recepcija
Večji del njegovih pesniških del je ostal za časa njegovega življenja neobjavljen in je bil izdan šele po njegovi smrti na pobudo njegove svakinje Emilie Brentano, žene njegovega brata Christiana Brentana, in Josepha Merkla. Po letu 1975 so izšla Zbrana dela in pisma (Sämtliche Werke und Briefe) v zgodovinsko-kritični izdaji, mnoga od njih prvič v izvorni obliki. Največ zaslug k poznavanju Brentana in njegovih del imajo Wolfgang Frühwald, Bernhard Gajek in Konrad Feilchenfeldt. V njegov spomin je mesto Heidelberg leta 1993 podelilo prvo nagrado – Nagrada Clemensa Brentana.     

## Dela
- Zbrani spisi v 9 knjigah (Gesammelte Schriften in 9 Bänden; 1852-1855)
- Zbrana dela in pisma (Sämtliche Werke und Briefe; zgodovinsko-kritična izdaja)

### Lirika
- Podoknica (Abendständchen; 1802)
- Nočna pesem predice (Der Spinnerin Nachtlied; okoli 1802)
- Kaj zori v teh vrsticah (Was reif in diesen Zeilen steht; 1837)
- Sanje hromega tkalca (Wenn der lahme Weber träumt; 1838)
- Dečkov rog obilja (Des Knaben Wunderhorn; 1806 in 1808); zbirka ljudskih pesmi v treh delih napisana skupaj z Achim von Arnimom
- Pesmi (Gedichte; 1854); izd. Emilie Brentano
- Pesmi. Romance z rožnega venca (Gedichte. Romanzen vom Rosenkranz; 1968); izd. Wolfgang Frühwald, Bernhard Gajek, Friedhelm Kemp

### Pravljice
- Gockel, Hinkel in Gackeleia (Gockel, Hinkel und Gackeleia; 1838)
- Pravljice Clemensa Brentana (Märchen von Clemens Brentano; 1844); izšle v dveh delih, ki jih je izdal Guido Görres

### Epika
- Romance z rožnega venca (Romanzen vom Rosenkranz; 1852); ep v verzih v treh delih
- Godwi ali Kamnita podoba matere (Godwi oder Das steinerne Bild der Mutter; 1801); roman v dveh delih; fragment vsebuje mogočno pesem o skali Lorelaj
- Poraženi galjot iz Mrtvega morja (Der schiffbrüchige Galeerensklave vom todten Meer; 1949); roman (fragment), ki ga je izdal Walter Rehm

### Pripovedi
- Vrtnica (Die Rose; 1800)
- Pevec (Der Sänger; 1801)
- Škatla z lutko miru (Die Schachtel mit der Friedenspuppe; 1815)
- Portretist Wehmüller in oljne slike madžarskih narodnih obrazov  (Die mehreren Wehmüller und ungarischen Nationalgesichter; 1817)
- Trije orehi (Die drei Nüsse; 1817)
- Zgodba o pogumnem Kasperlu in lepi Annerl (Geschichte vom braven Kasperl und dem schönen Annerl; 1817); okvirna zgodba
- Iz kronike potujočega učenca (Aus der Chronicka eines fahrenden Schülers; 1818); pripoved

### Dramska dela
- Gustav Wasa (Gustav Wasa; 1800); drama
- Godwi in Godwine (Godwi und Godwine; okoli 1801); veseloigra, fragment, ki jo je napisal skupaj z Bettino Brentano
- Cecilija (Cecilie; okoli 1801); drama, fragment
- Veseli muzikantje (Die lustigen Musikanten; 1803); spevoigra
- Ponce de Leon (Ponce de Leon; 1803); veseloigra
- Ustanovitev Prage (Die Gründung Prags; 1815); drama

### Satire
- Čudovite zgodbe urarja Bogsa (Wunderbare Geschichte von Bogs dem Uhrmacher; 1807); napisal z Johannom Josephom von Görresem

### Religiozna dela
- Usmiljenke za strežbo ubogim in bolnim (Die Barmherzigen Schwestern in Bezug auf Armen- und Krankenpflege; 1831)
- Učna leta Jezusa, prvi in drugi del (Lehrjahre Jesu Teil I und II)
- Grenko trpljenje našega Gospoda Jezusa Kristusa (Das bittere Leiden unsers Herrn Jesu Christi; 1858-1860)
- Življenje svete Device Marije (Das Leben der hl. Jungfrau Maria; 1852); objavljeno po smrti
- Biografija Anne Katharine Emmerick (Biographie der Anna Katharina Emmerick; 1867-1870); nedokončano delo
- Zapiski iz dnevnika: Skrivnosti stare in nove zaveze: Iz dnevnikov Clemens Brentana (Tagebuchaufzeichnungen: Geheimnisse des Alten und des Neuen Bundes: Aus den Tagebüchern des Clemens Brentano)